# 阿里海牙
阿里海牙（畏吾儿音：Arïγ qaya，1227年—1286年），又作阿里海涯、阿力海涯、阿鲁海牙，后代称贯氏，畏兀儿人。蒙古元朝初年的军事家和政治人物。

## 生平
阿里海牙自幼聪敏善辩。原居西域北庭，年轻时家贫，从事耕种。经举荐，随忽必烈任宿卫。1258年，随忽必烈攻南宋。忽必烈即位，渐被擢用。中统三年（1262年），升中书省郎中。至元（1264年），担任参议中书省事。至元五年，签河南行省事，与元帅阿朮、刘整等攻南宋，加参知政事。奏谏先攻樊城，则襄阳可不攻而得。至元十年（1273年），破樊城，再以水军焚襄阳浮桥，断襄阳援，取襄阳，招降宋将吕文焕。以功被任命为行荆湖等路枢密院事，镇守襄阳。奏请乘胜顺流长驱平宋。进升为行省右丞。至元十一年（1274年），与丞相伯颜、元帅阿术等率军大举攻宋，拔沙洋、新城，降复州、汉口、鄂州、汉阳。至元十二年镇鄂州，并攻取江陵府。分兵南下，先后占据淮西、江西、广西、海南等地，共得五十八州。所过之处，“取民悉定从轻赋，民所在立祠祀之”。至元十三年取湖南，进兵广西。至元二十年（1283年），为荆湖占城行省平章政事。至元二十三年（1286年）初，入朝，加光禄大夫，为湖广行省左丞相，五月，病死于上都，年六十岁。赠开府仪同三司、上柱国，谥武定，追封为楚国公、长沙王。至正七年（1347年，一说八年），改赠江陵王。
其子忽失海牙官至湖广行中书省左丞相。其孙贯云石。

## 延伸阅读
[在维基数据编辑]
 《元史/卷128》，出自宋濂《元史》
 《新元史/卷160》，出自柯劭忞《新元史》